# Adalbert Welte
Adalbert Welte (* 30. Juni 1902 in Frastanz, Vorarlberg; † 9. Juli 1969 in Hard) war ein österreichischer Schriftsteller und Beamter.

## Leben
Weltes Vorfahren waren Walser. Sein Vater übte den Beruf eines Küfers aus.
Adalbert Welte begann seine berufliche Tätigkeit als Angestellter einer Versicherung.

Sein Wunsch, im Vorarlberger Landesarchiv zu arbeiten, wurde von der NSDAP-Kreisleitung Feldkirch-Bludenz zunächst abgelehnt:
Adalbert Welte ist nach seiner Abstammung und persönlichen Einstellung als ein unbedingter Anhänger und Förderer des vergangenen Systems anzusehen. [...I So weit hier beurteilt werden kann, wird Albert [!] Welte sich nicht oder nur sehr schwer und langsam in den nat.soz. Staat einzufühlen vermögen.
Sein Dienstverhältnis begann dann jedoch am 1. Juni 1938 und am 10. Dezember 1938 beantragte er die Mitgliedschaft der NSDAP, in die er am 1. Januar 1940 aufgenommen wurde (Mitgliedsnummer 7.892.956). Im September 1939 wurde Welte auf Kriegsdauer dem Landrat Bregenz zur Dienstleistung zugewiesen. Von 1945 bis 1967 war er im Landesarchiv mit der Führung der Landesbibliothek betraut, ab 1955 zudem mit der Landesevidenzstelle und ab 1963 mit der Leitung der administrativen Agenden.
Seine schriftstellerische Tätigkeit beschränkte er auf die Freizeit. Im Vorstand des Vereins für Geschichte des Bodensees und seiner Umgebung vertrat er das Land Österreich; zudem betreute er die Vereinsbibliothek, als diese von 1950 bis 1958 in Bregenz untergebracht war.
Als heimatverbundener Dichter war er Verfasser von historischen Romanen zur Geschichte der Walserwanderung („Die große Flucht“, 1939). Von 1945 bis 1969 war er Herausgeber des Vorarlberger Volkskalenders. Welte schrieb auch verschiedene Novellen und Hörspiele.
Adalbert Welte starb am 9. Juli 1969 im Alter von 67 Jahren und fand seine letzte Ruhestätte in Hard. Er war verheiratet und hat zwei Töchter. Seine Tochter Elsbeth Tatarczyk-Welte ist als Künstlerin tätig, seine Tochter Hedda Welte war zeitweise wie ihr Vater Redakteurin des Vorarlberger Volkskalenders.
An seinem Geburtsort Frastanz erinnert heute der „Adalbert-Welte-Saal“ an den Erzähler und Dichter (Umbenennung des Mehrzwecksaals der Volksschule Frastanz-Dorf am 30. Mai 2003).

## Auszeichnungen und Ehrungen
- 1965 Johann-Peter-Hebel-Preis

## Werke
- An Mariens Mutterhand ins ewige Vaterland (Mai-Predigten), 1927
- Das dunkle Erbe, 1933 (schildert den Gegensatz zwischen bodenständigem, schwerfälligem Bauerntum und der aufkommenden „unbeständigen“ Industrie am Schicksal zweier Brüder)
- Das Wirkliche, 1936
- Die große Flucht, 1939 (über den Zug der Walliser nach dem Walsertal im Mittelalter, wo sie sich im Gebiet der Grafen von Montfort-Werdenberg ansiedeln)
- Wer Wind sät, 1949 (über die finstere Gestalt Hugo von Montforts und die leidende Liebe seiner Gattin)
- Schatten überm Dorf, 1953 (über die Themen Industriegesellschaft, Liberalismus, Ausbeutung und aufkeimender Sozialismus)
- Der Ring mit dem Alexandrit (Hörspiele), 1967